# Кузовков, Виктор Александрович
Виктор Александрович Кузовков (род. апрель 1940 года, Орёл, СССР) — советский конькобежец. Бронзовый призёр чемпионата СССР (1971) в многоборье, неоднократный призер чемпионатов СССР. Выступал за ДСО "Труд", ДСО "Спартак" (Свердловск). Мастер спорта СССР международного класса.

## Биография
Виктор Александрович родился в Орле, где и провёл свои детство и юность. Окончил среднюю школу и поступил в Орловский педагогический институт. Начал заниматься спортом довольно поздно. В возрасте 17 лет его не взяли в лыжную секцию, тогда паренёк решил попробовать свои силы в конькобежном спорте и записался в секцию. Однако долгое время не мог выполнить нормативы разрядника. В начале 60-х он женился. Его супруга Светлана также занималась коньками и была мастером спорта.
Вскоре он начал тренироваться у заслуженного тренера СССР Ивана Яковлевича Аниканова, и у начинающего спортсмена дела пошли в гору. В 1962 году Виктор стал перворазрядником, и закончив пединститут, был назначен преподавателем физики 26-й школы Орла. В феврале 1963 года, выступая вне конкурса в зимней Спартакиаде профсоюзов Алма-Аты, молодой преподаватель физики, впервые выполнил норматив мастера спорта СССР.
В 1964 году Виктор впервые участвовал за Орёл на чемпионате СССР, а на следующий год, в марте месяце, одержал победу на чемпионате РСФСР в абсолютном зачёте. Он вошёл в состав сборной страны и в 1966 году участвовал на чемпионате Европы в Девентере, правда занял только общее 16-е место.
В январе 1968 года на чемпионате СССР в Алма-Ате он занял 5-е место в многоборье, при стал третьим в забеге на 5000 метров. Через месяц в Челябинске стал чемпионом РСФСР во второй раз. После двух неудачных сезонов, в 1971 году завоевал впервые бронзовую медаль на чемпионате СССР в Свердловске, а на VII зимней Спартакиаде профсоюзов СССР занял 4-е место в сумме многоборья и 3-е место в забеге на 500 метров. 
В 1972 и 1973 годах Виктор Кузовков не раз попадал в призы на небольших соревнованиях, но самым значимым успехом стало два года подряд третье место в многоборье на первенстве РСФСР. В 1974 году он выиграл "бронзу" на дистанции 10000 метров на V зимней Спартакиаде народов РСФСР, а в апреле 34-летний спортсмен завершил карьеру.
Виктор Александрович вместе с супругой Светланой Кузовковой стал работать тренером в Свердловске и выпустили немало успешных конькобежцев, в том числе: мастера спорта международного класса - Светлана Копылова и Н. Прилепина. 